# 애버펠디 (스코틀랜드)

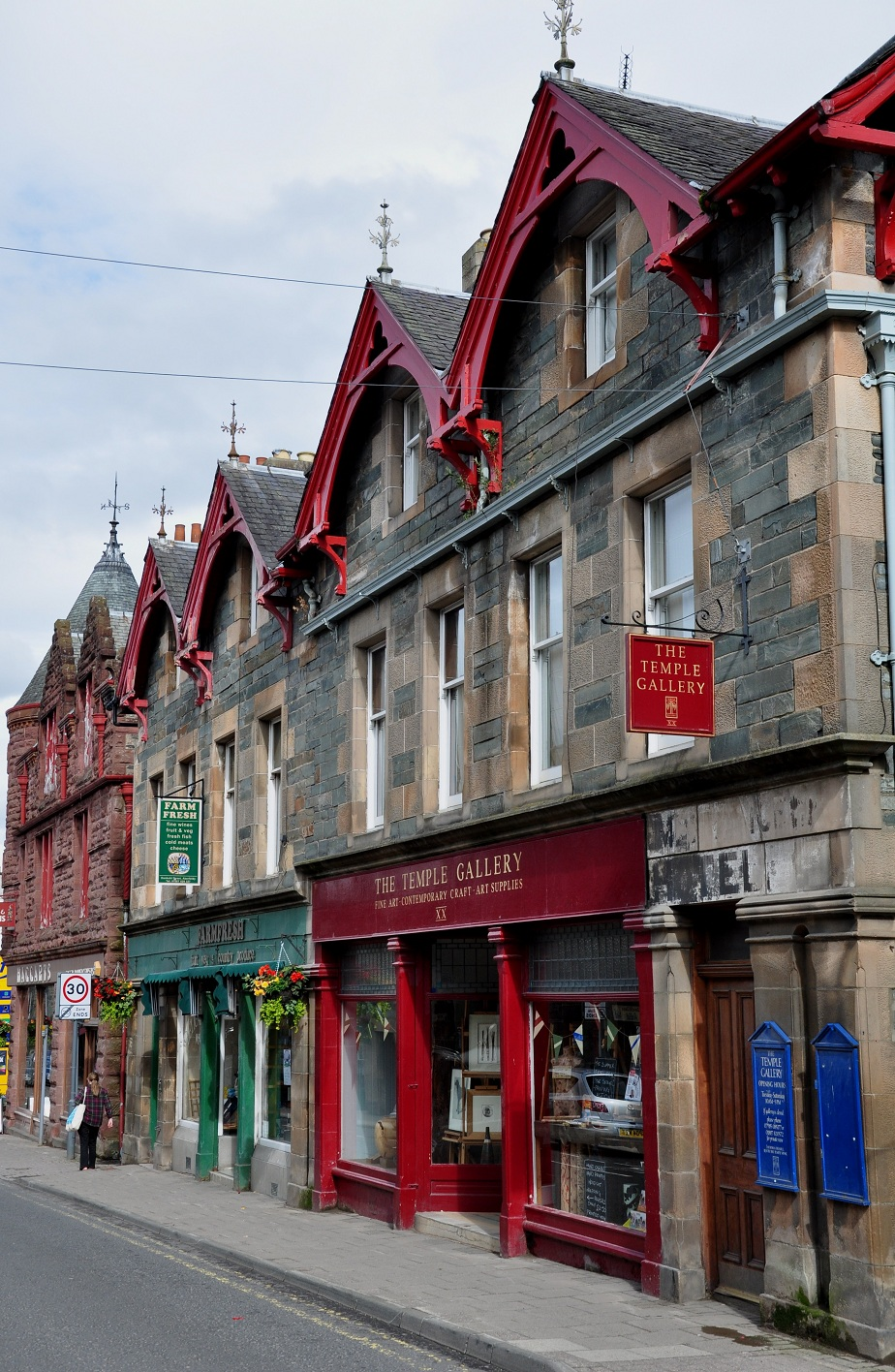
애버펠디

애버펠디(Aberfeldy)는 영국 스코틀랜드의 한 마을이다.